# 佐藤剛士
佐藤 剛士 (さとう つよし、1986年5月16日 - )は、秋田県秋田市上新城出身の元プロ野球選手(投手)。

## 来歴・人物
秋田商業高校では1年からベンチ入りし、3年春夏に甲子園出場。ダルビッシュ有、木村正太らと並び称され、東北ビッグ3とも呼ばれていた。なお、「肘や肩に負担をかけさせないように」という監督の方針から、高校時代まで試合で変化球はカーブしか投げなかったという。
2004年のドラフトで、最速150キロのストレートが評価され、1巡目で広島東洋カープに入団した。
2年目の2006年、一軍の先発が足りない事情から、当時、二軍の先発ローテーションだった佐藤に白羽の矢が立った。4月20日の横浜戦でプロ初登板初先発をするも、3回途中9失点で降板し敗戦投手となった。
その後は肩・腰などに故障が相次ぎ、二軍でも成績が落ち込んだ。制球力向上のため投球フォームの改善を繰り返し、5年目の2009年は二軍でプロ初完投・完封を達成した。しかし、年間を通しては制球難に苦しみ、球速も130キロ台になるなど伸び悩んだ。
2010年には痛めていた右肘を手術したものの、復調の兆しは見られず、10月3日に球団から戦力外通告を受けた。
戦力外通告を受けた後、知人から広島県内の建設会社を紹介され転身。12月から研修を行なった。

## 詳細情報

### 年度別投手成績
| 年 度     | 球 団     | 登 板 | 先 発 | 完 投 | 完 封 | 無 四 球 | 勝 利 | 敗 戦 | セ 丨 ブ | ホ 丨 ル ド | 勝 率 | 打 者 | 投 球 回 | 被 安 打 | 被 本 塁 打 | 与 四 球 | 敬 遠 | 与 死 球 | 奪 三 振 | 暴 投 | ボ 丨 ク | 失 点 | 自 責 点 | 防 御 率 | W H I P |
| --------- | --------- | ----- | ----- | ----- | ----- | -------- | ----- | ----- | -------- | ----------- | ----- | ----- | -------- | -------- | ----------- | -------- | ----- | -------- | -------- | ----- | -------- | ----- | -------- | -------- | ------- |
| 2006      | 広島      | 1     | 1     | 0     | 0     | 0        | 0     | 1     | 0        | 0           | .000  | 16    | 2.1      | 5        | 2           | 2        | 0     | 2        | 1        | 0     | 0        | 9     | 9        | 34.71    | 3.00    |
| 通算：1年 | 通算：1年 | 1     | 1     | 0     | 0     | 0        | 0     | 1     | 0        | 0           | .000  | 16    | 2.1      | 5        | 2           | 2        | 0     | 2        | 1        | 0     | 0        | 9     | 9        | 34.71    | 3.00    |

### 記録
- 初登板・初先発：2006年4月20日、対横浜ベイスターズ3回戦（広島市民球場）、2回1/3を9失点で敗戦投手
- 初奪三振：同上、1回表に吉村裕基から空振り三振

### 背番号
- 29 （2005年 - 2010年）